# Ioana Zizi Lambrino
Ioana Maria Valentina Lambrino, cunoscută ca Zizi Lambrino (n. 3 octombrie 1898, Roman - d. 27 martie 1953, Neuilly-sur-Seine) a fost prima soție a principelui Carol II al României. 

## Biografie
Descendentă a unei vechi familii aristocratice, Zizi era fiica generalului român Constantin Lambrino ( un apropiat al liderului conservator Alexandru Marghiloman) și a Euphrosinei Alcaz. Conform uzanțelor timpului, și-a desăvârșit studiile la pension (belcanto și pictura), în Franța, revenind la București în 1910. În perioada premergătoare izbucnirii Primului Război Mondial se retrage în Moldova, la Tecuci, ulterior, la Iași. În timpul războiului s-a angajat ca infirmieră în serviciul medical din spatele frontului.
Principele Carol a întâlnit-o pe Ioana Maria Lambrino la o petrecere organizată de politicianul conservator Alexandru Marghiloman. Carol avea 20 de ani atunci când a remarcat-o prima dată pe tânăra în vârstă de numai 15 ani.
În timpul primului război mondial, Carol al II-lea, în uniformă de ofițer rus, a părăsit la 27 august/9 septembrie 1918 unitatea militară (aflată la Târgu Neamț), al cărei comandant era, și, patru zile mai târziu, a plecat la Odessa împreună cu Zizi Lambrino.
Acest act a însemnat încălcarea Statutului Casei Regale, care prevedea căsătoria membrilor Casei Regale a României numai cu persoane din alte case regale. Regele Ferdinand a ezitat să aplice o pedeapsă fermă. A dispus însă la 9/22 septembrie ținerea lui Carol timp de 75 de zile în stare de arest la mănăstirea Horaița (județul Neamț).
Printr-o sentință controversată din 8 ianuarie 1919, Tribunalul Ilfov a anulat căsătoria. Relația lor a continuat însă, iar la 8 august anul următor li s-a născut fiul Mircea Grigore Lambrino (nelegitim, fiind născut după anularea căsătoriei și nerecunoscut de Carol). 
Principele Carol a fost trimis de tatăl său, regele Ferdinand, într-o călătorie în jurul lumii, pentru „a o uita” pe Zizi.
În 1921, după căsătoria lui Carol cu prințesa Elena a Greciei, Zizi s-a stabilit, la insistența autorităților române, la Neuilly-sur-Seine, în Franța, într-o vilă cumpărată pentru ea. A fost creditată de Familia Regală română cu o rentă anuală de 110.000 franci. Câțiva ani mai târziu, după ce în septembrie 1940 Carol al II-lea a renunțat a doua oară la tron, Zizi Lambrino l-a acționat în justiție fără succes. 
După cel de-al doilea război mondial, odată cu izgonirea forțată a Regelui Mihai, de către sovietici, de pe Tronul României, fără susținerea financiară din partea casei regale, situația lui Zizi Lambrino s-a înrăutățit. S-a stins din viață la 11 martie 1953 la Neuilly-sur-Seine, cu o săptămană înainte de moartea lui Carol al II-lea.